# Kram (bok)
Kram är en ungdomsroman av Hans-Eric Hellberg utgiven 1973 på Bonniers förlag.

## Beskrivning
Jonnie och Katarina, båda 13 år gamla,  är bokens huvudpersoner, och det är spänningen mellan dem som boken handlar om.
Som så ofta hos Hellberg är han ganska blyg och hon betydligt tuffare. Kram blev den första boken i en serie som även innefattar böckerna Puss (1975), Love Love Love (1977), Älskar, älskar inte (1979) och Förbjudna tankar (1989).
Boken väckte stor uppmärksamhet och kritiserades starkt eftersom den tog upp ungdomars sexualitet. Vissa scener i boken – som när den 13-årige Jonnie blir förförd av tre äldre tjejer – har närmast pornografiska inslag. Kram blev en försäljningsmässig succé, och Hellberg fick ta emot över 5 000 läsarbrev. 
På författarens initiativ publicerades boken i sin helhet hos projekt Runeberg 1996.
Boken är en av titlarna i boken Tusen svenska klassiker (2009).

## Mottagande
I Dagens Nyheter recenserades Kram av Stefan Mählqvist som lovordade bokens inledande psykologiska realism och finstämt återgivna pubertetsproblem men kritiserar slutets Blytonska äventyrliga heroism. Mählqvist konstaterar också att "Här har den ömsint trevande barnsexualiteten blommat ut i ren erotik."
I Kalle Linds Proggiga barnböcker (2010) får Kram-serien ett eget kapitel, och när författaren läser böckerna som vuxen kan han inte se det pornografiska, utan tycker att de fortfarande känns relevanta och förstående, framför allt beskrivningarna av bokens kvinnor. Kapitlen där Jonnie blir förförd vill han helst läsa som något Jonnie fantiserat fram.

## Utgåvor
- Hellberg, Hans-Eric (1973). Kys og kram, Høst & Søn, Köpenhamn.
- Hellberg, Hans-Eric (1973). Kram. Stockholm: Bonnier. Libris 7143997. ISBN 91-0-038392-9
- Hellberg, Hans-Eric (1976). Kram. Ung i dag, 99-0104305-0 (23/30. tus.). Stockholm: Bonnier. Libris 7145152. ISBN 91-0-041365-8
- Hellberg, Hans-Eric; Coucheron Olaf (1976) (på norska). Gi meg en klem. Treff-bøkene. Oslo: Gyldendal. Libris 7173763. ISBN 82-05-08921-3
- Hellberg, Hans-Eric (1979). Kram. Ung i dag, 99-0104305-0 (40/46. tus.). Stockholm: Bonniers juniorförl. Libris 7285103. ISBN 91-48-41365-8
- Hellberg, Hans-Eric (1989). Kram ([Ny utg.]). Stockholm: Bonniers juniorförl. Libris 7285898. ISBN 91-48-51687-2
- Hellberg, Hans-Eric (2000). Kram ([Ny utg.]). Stockholm: Lind & Co. Libris 7798923. ISBN 91-973055-9-6
- Hellberg, Hans-Eric (2002). Kram [Elektronisk resurs]. Stockholm: Lind & Co. Libris 9529543. ISBN 91-89538-44-7
- Hellberg, Hans-Eric. (2006). Kram. Enskede: TPB. Libris 12562405